# Croesus (Oper)
Der hochmütige, gestürzte und wieder erhabene Croesus ist eine Barock-Oper in drei Akten von Reinhard Keiser. Das Libretto verfasste Lucas von Bostel nach dem italienischen Libretto Creso von Nicolò Minato. Bemerkenswert ist die erstmalige Verwendung des Chalumeau im Opernorchester. Die Oper wurde erstmals 1711 in der Oper am Gänsemarkt in Hamburg aufgeführt. 1730 erstellte Keiser eine grundlegend überarbeitete Neufassung.
Das deutsche Libretto Bostels wurde bereits 1684 von Johann Philipp Förtsch erstmals vertont und in der Gänsemarktoper aufgeführt. Für die Beliebtheit des Themas spricht auch, dass die italienische Vorlage Minatos von 1678 von mehr als einem Dutzend Komponisten verwendet wurde, darunter Johann Adolf Hasse und Niccolò Jommelli. Wegen der hohen Qualität des Librettos ergänzte Keiser im Gegensatz zu vielen seiner anderen Opern keine italienischen Arien. Die Oper enthält auch in der Zweitfassung vergleichsweise wenige Da-capo-Arien. Meist werden kürzere freie Formen verwendet. Auffällig ist auch die große Zahl von Duetten.
Für die Neufassung von 1730 ersetzte Keiser 37 Arien und bereicherte die Instrumentation. In drei Partien wurde die Stimmlage geändert: Die Rolle des Atis war ursprünglich für einen Bariton vorgesehen und nun für einen Sopranisten, die Partie des Halimacus sang statt eines Tenors ein Mezzosopran. Die Partitur der ursprünglichen Fassung ist nicht vollständig erhalten, weil die neuen Arien in die alte Partitur eingeklebt und dabei einige Seiten herausgeschnitten wurden.

## Handlung

### Erster Akt
Zu Beginn der Oper lässt sich der zu großer Macht aufgestiegene Lydierkönig Croesus von seinem Hofstaat feiern. Er hat unermessliche Schätze gewonnen. Der Weise Solon warnt ihn, dass seine irdischen Güter vergänglich seien. Croesus möchte sich jedoch seine gute Laune nicht verderben lassen.
Croesus' Sohn Atis ist stumm und auf die Interpretation seiner Zeichensprache durch Nerillus angewiesen. Dennoch liebt er die medische Prinzessin Elmira, die vom Perserkönig Cyrus aus ihrer Heimat vertrieben wurde und sich nun am Hof des Croesus befindet. Seine Liebe wird erwidert. Der lydische Fürst Orsanes hat ebenfalls ein Auge auf Elmira geworfen. Er wird von der lydischen Prinzessin Clerida geliebt, die wiederum von Eliates umworben wird. Wie in den meisten Opern Keisers gibt es auch hier eine „lustige Person“. Das ist Atis' Diener Elcius. Dieser hält nichts von den Liebesverwicklungen, sondern bevorzugt Essen und Trinken und singt teilweise im niederdeutschen Dialekt.
Da Cyrus nun nach Medien auch Lydien bedroht, zieht Croesus zusammen mit Atis in den Krieg. Eliates wird zum Statthalter ernannt. Orsanes, der sich ebenfalls Hoffnungen auf dieses Amt gemacht hatte, sinnt auf Rache. Der Feldzug verläuft schlecht, und Croesus wird geschlagen. Ein persischer Soldat, der ihn für einen gewöhnlichen lydischen Soldaten hält, holt mit dem Schwert aus, um ihn zu töten. In diesem Moment erhält Atis vor Schreck seine Sprache wieder und schreit laut auf: „Es ist der König; halt! Erschlag ihn nicht!“. Croesus wird gefangen genommen und zu Cyrus gebracht.

### Zweiter Akt
Atis' Vertrauter Halimacus hat erfahren, dass Orsanes einen Aufstand plant und teilt es Atis mit. Dieser kehrt verkleidet als Bauernjunge Ermin, der von Halimacus gefangen genommen wurde, zum lydischen Hof zurück und kommt dort als Diener Elmiras unter. Orsanes bemerkt die Ähnlichkeit Ermins mit Atis und versucht, diese zu nutzen. Ermin soll Atis im Schlaf ersticken, wenn dieser zurückgekehrt ist, und sich als dieser ausgeben. Anschließend will Orsanes selbst die Herrschaft übernehmen. Zum Schein geht Ermin darauf ein.
Der gefangene Croesus wird von Cyrus zum Tod auf dem Scheiterhaufen verurteilt.

### Dritter Akt
Atis tritt wieder als stummer Prinz auf. Alle jubeln ihm zu. Auch Elmira ist froh, ihn wieder zu sehen. Orsanes glaubt, dass es in Wirklichkeit Ermin ist, der seinen Auftrag ausgeführt hat und sich jetzt als Atis ausgibt. Auf seine Nachfrage bestätigt ihm Atis dies. Er habe die Leiche schon ins Meer geworfen. Allerdings erklärt Atis nun, dass ihm die Rolle als Prinz gefällt und er sie beibehalten möchte. Außerdem macht Atis Elmira den Hof. Dabei schlüpft er mehrfach wieder in die Bauernkleidung Ermins, um ihre Treue zu prüfen. Da er auch in Atis' Kleidung sprechen kann, glaubt sie ihm zunächst nicht.
Croesus soll nun hingerichtet werden. Die lydischen Abgesandten bitten vergeblich um Gnade. Ihr Angebot, die Hälfte von Croesus' Vermögen für die Freilassung zu übergeben, wird abgewiesen. Auch Atis bietet sich vergeblich als alternatives Opfer an.
Da erinnert sich Croesus an die Worte Solons, „Daß des Reichthums stoltze Pracht / Keinen Menschen glücklich macht / Eh sein Ende ist gekommen“. Diese laut ausgesprochenen Worte hört Cyrus. Er ist davon so gerührt, dass er Croesus begnadigt und sich mit ihm versöhnt. Atis und Elmira erhalten endlich den Segen Croesus'. Auch Eliates und Clerida finden zueinander, und sogar der Verräter Orsanes wird von Atis begnadigt. Die Oper endet in allgemeinem Jubel.

## Aufführungsgeschichte

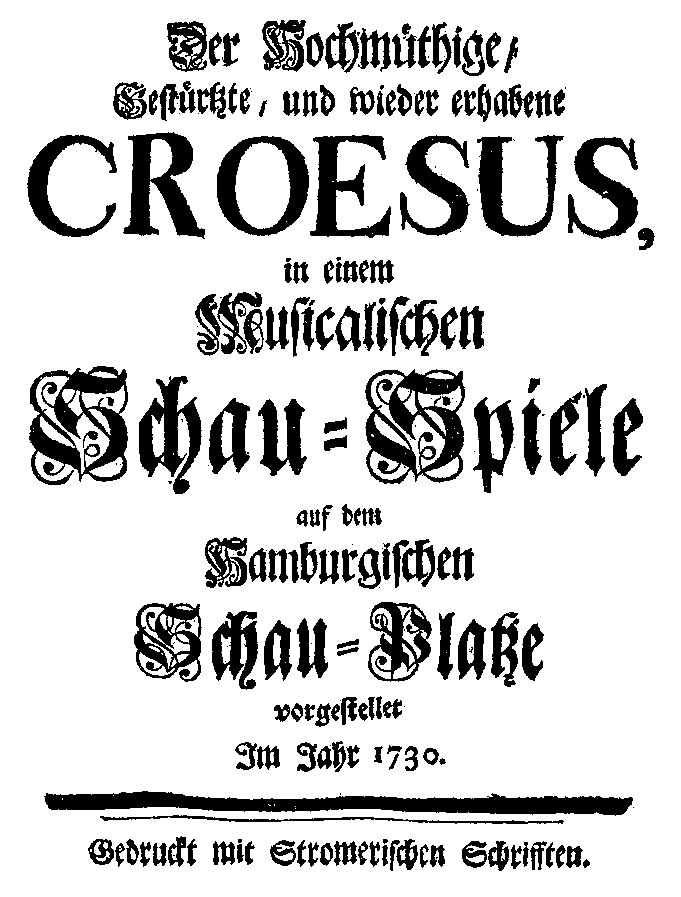
Titelblatt des Librettos, Hamburg 1730

Die Uraufführung der Erstfassung fand 1711 in der Oper am Gänsemarkt in Hamburg statt. Die Zweitfassung wurde dort erstmals am 6. Dezember 1730 aufgeführt.
Aus neuerer Zeit sind mehrere Aufführungen und zwei CD-Produktionen der Zweitfassung belegt:
- 1986 an der Hamburger Hochschule für Musik und darstellende Kunst.[3]
- 1990 im Théâtre des Champs-Élysées, Paris mit dem Clemencic Consort unter der Leitung von René Clemencic. Solisten waren Mieke van der Sluis (Atis), Lina Åkerlund (Clerida und Trigesta), Martin Klietmann (Croesus), Satoshi Mizugushi (Cyrus), Joseph Benet (Elcius), Mark Tucker (Eliates), Petya Grigorova (Elmira), Ursula Targler (Halimacus), Pamela Mildenthal (Nerillus), Andrea Martin (Orsanes) und Joseph Benet (Solon). Ein Live-Mitschnitt ist auf CD erschienen.[4][5]
- 1999 in der Staatsoper Unter den Linden, Berlin.[6]
- 2000 erschien eine Studio-Aufnahme der Berliner Aufführung mit dem RIAS Kammerchor und der Akademie für Alte Musik Berlin unter Leitung von René Jacobs auf CD. Diese Aufnahme erhielt mehrere Auszeichnungen, darunter den Diapason d’or. Solisten waren Roman Trekel (Croesus), Johannes Mannov (Cyrus), Dorothea Röschmann (Elmira), Werner Güra (Atis), Klaus Häger (Orsanes), Markus Schäfer (Eliates), Salomé Haller (Clerida), Kwangchul Youn (Solon), Graham Pushee (Halimacus), Brigitte Eisenfeld (Trigesta), Kurt Azesberger (Elcius), Jörg Gottschick (Hauptmann) und Johanna Stojković (Nerillus).[4][7][8]
- 2006 am Hessischen Staatstheater Wiesbaden.[9]
- 2007 an der Opera North im Grand Theatre Leeds unter der Leitung von Harry Bicket und der Regie von Tim Albery. Besetzung mit zwei Countertenören: Paul Nilon (Croesus), Michael Maniaci (Atis), Stephen Wallace (Halimacus), William Dazeley (Orsanes), Fflur Wyn (Clerida), Mark le Brocq (Eliates), John Graham-Hall (Elcius), Susan Lees (Königin von Meda), Gillian Keith (Elmira), Sarah Pring (Trigesta), Henry Waddington (Cyrus). Diese Produktion wurde von BBC Radio 3 gesendet.[10][11]
- 2008 wurde die Produktion der Opera North auch an der Minnesota Opera aufgeführt.[12]